# Thorbjørn Harr
Thorbjørn Harr, es un actor noruego.

## Biografía
En el 2006 se casó con Tai Victoria Grung, la pareja tiene tres hijos.

## Carrera
Thorbjørn interpretó a Vaktsjef Toralf Skaug para el drama de radio Trollspeilet de "NRK Radioteatret".
En el 2013 se unió al elenco recurrente de la serie Vikings donde interpretó al conde de Gotaland Jarl Borg, hasta el 2014 después de que su personaje fuera ejecutado por Ragnar Lothbrok (Travis Fimmel).
En el 2015 apareció como personaje recurrente de la serie Younger donde dio vida al autor sueco Anton Bjornberg, quien tiene una aventura con Kelsey Peters (Hilary Duff)

## Filmografía

### Series de televisión
| Año         | Título           | Personaje           | Notas                   |
| ----------- | ---------------- | ------------------- | ----------------------- |
| 2015        | Younger          | Anton Bjornberg     | 5 episodios             |
| 2013 - 2014 | Vikings          | Jarl Borg           | 9 episodios             |
| 2013        | Karsten og Petra | Løveungen           | -                       |
| 2013        | Helt perfekt     | -                   | episodio "Surprise"     |
| 2008, 2010  | Hvaler           | Bjørn Kvisgård      | 8 episodios             |
| 2006        | Gutta Boys       | Kim                 | 6 episodios             |
| 2002        | Lekestue         | Kjell               | -                       |
| 2001        | Fox Grønland     | Thomas Heistad      | episodio # 1.4          |
| 1997        | Tre på toppen    | Tobias              | 18 episodios            |
| 1995        | Lille lørdag     | Miembro de la Banda | episodio # 2.1          |
| 1993        | U                | Hombre              | 2 episodios             |
| 1988        | Guld!            | Stig                | 4 episodios - miniserie |

### Películas
| Año  | Título                               | Papel               | Notas |
| ---- | ------------------------------------ | ------------------- | --- |
| 2020 | Kadaver                              | Mathias             | |
| 2018 | 22 de julio                          | Sveinn Are Hanssen  | junto a Anders Danielsen, Jon Øigarden, Jonas Strand Gravli, Ola G. Furuseth                                                     |
| 2017 | La leyenda del gigante de la montaña | Padre de Askeladden | |
| 2016 | Birkebeinerne                        | Inge                | junto a Åsmund Brede Eike, Elg Elgesem, Pål Sverre Hagen, Benjamin Helstad, Kristofer Hivju, Stig Henrik Hoff y Nikolaj Lie Kaas |
| 2006 | Reprise                              | Mathis Wergeland    | junto a Anders Danielsen Lie, Espen Klouman Høiner, Viktoria Winge, Odd-Magnus Williamson y Christian Rubeck                     |
| 2003 | Mot Moskva                           | Vassi               | junto a Anna Dworak, Espen Reboli Bjerke, Kyrre Texnæs, John F. Brungot y Silje Torp                                             |

## Premios y nominaciones
| Año  | Categoría  | Premio       | Película   | Resultado |
| ---- | ---------- | ------------ | ---------- | --------- |
| 2004 | Best Actor | Amanda Award | Mot Moskva | Nominado  |